# Strotarchus minor
Strotarchus minor là một loài nhện trong họ Miturgidae.
Loài này thuộc chi Strotarchus. Strotarchus minor được Richard C. Banks miêu tả năm 1909.